# 集度
集度是由中国科技企业百度和汽车制造商吉利组建的一家智能汽车创业公司，总部位于上海。集度的旗下车型以极越品牌的名义在中国大陆生产销售。

## 发展

### 百度的造车梦
2021年1月11日，百度宣布正式组建一家智能汽车公司，以整车制造商的身份进军汽车行业。吉利控股集团成为新公司的战略合作伙伴。新公司由百度、吉利的关联公司分别持股55%、45%。3月2日，“集度汽车有限公司”核准注册，注册资本为20亿元。公司董事会成员共5人，其中总裁夏一平曾任菲亚特克莱斯勒亚太区智能车联事业部负责人以及摩拜单车联合创始人兼CTO，另有3位董事由百度委派，1位董事由吉利委派。“集度”的名称含义是“集百度AI能力之大成”。2021年11月，集度方面改为成立“上海集度汽车有限公司”作为公司主体。新公司为百度发起、吉利汽车战略投资的集度汽车（香港）有限公司全资拥有，原集度汽车有限公司不再承载集度的实质业务。
2022年1月18日，百度发布集度品牌标志。同月集度汽车完成4亿美元的A轮融资。
2022年6月8日，集度发布首款概念车ROBO-01，集度通过“汽车机器人”的营销概念强化其智能属性。该概念车的首发量产版本探月限定版于10月27日上市，计划于2023年开启交付。
2023年2月14日，集度汽车宣布将在量产车中使用百度自主研发的文心一言，成为第一家在量产车中提供人工智能交互体验的公司。

### 品牌更名极越
2022年初，中华人民共和国工业和信息化部发布《关于开展新能源汽车委托生产试点工作的通知》，明确指出新能源汽车生产委托方与受托方均需有生产资质才能代工生产。新规定意味着，如果集度或其股东百度没有取得新能源汽车生产资质，将无法销售及委托具备资质的吉利生产旗下品牌汽车；而资质缺乏同时打乱其产品营销工作，集度在2022年10月开售ROBO-01探月版时已被指触碰监管红线，2023年4月参加上海车展的计划更直接被监管部门叫停。受此影响，公司多次变更工商注册信息，被外界解读为吉利和百度为集度获取生产资质而腾挪铺路。
2022年6月，“集度汽车有限公司”股东发生变更，吉利旗下上海华普汽车所持股权转让予百度关联公司，实现百度全资控股，夏一平、吉利控股集团总裁安聪慧退出董事会；同年12月，公司再更名为“上海幂航汽车有限公司”。
2023年8月9日，吉利与百度合资成立空壳的杭州极与越汽车科技有限公司，吉利持股65%，百度旗下上海幂航汽车持股35%。杭州极与越公司成立后，吉利占有多数股份，故可利用母公司的新能源汽车生产资质；而集度汽车转型为技术方案提供方，不再直接对接消费者。8月14日，集度品牌正式更名为极越，其首款车型“集度ROBO-01”更名为“极越01”，同时进入工信部的产品公示公告，意味着该车型取得正式上市销售的资格。极越01的正式量产版本于10月27日上市。
《财新》报道称，当局最初不排斥集度获取资质，不过提出股东需使用自有资金支持车企，且公司盈利前不得在二级市场融资等要求，但百度CEO李彦宏不愿冒险独立投入造车。《21世纪财经报道》则披露称，受此影响，当局要求除吉利在公司占主导权外，名称还需脱离“百度系”，才能授权资质颁发，故公司不得不转用吉利在数年前注册且名称相近的“极越”商标。然而公司实际运作中，百度仍拥有极越运营主体集度80%以上的投票权和控制权。
2024年4月，极越的第二款车型极越07在北京车展上亮相。该车定位为“AI智能纯电轿车”。同年年末的广州车展上，极越发布首款概念超級跑車ROBO X。

### 经营危机

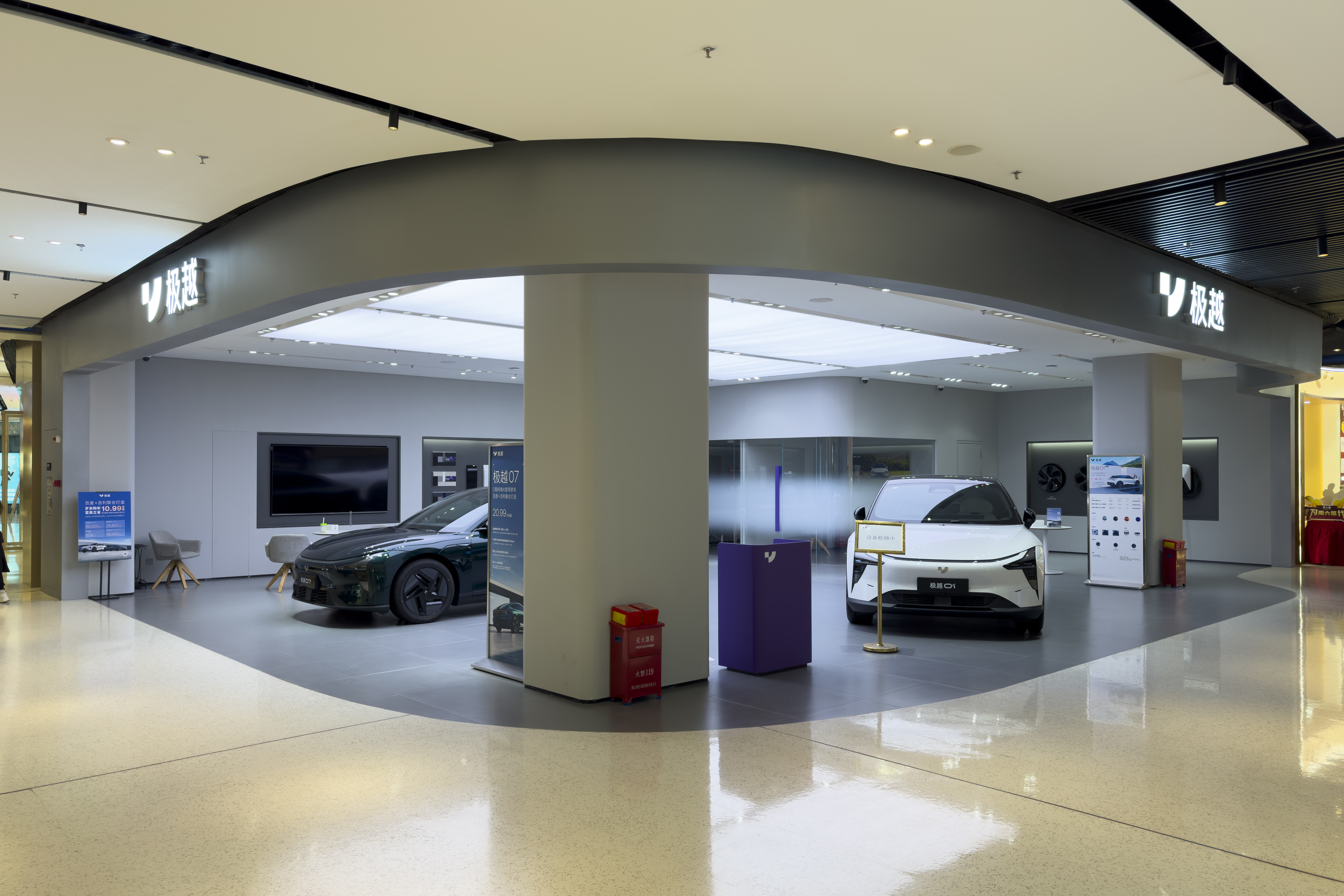
广州市的一家极越体验店，事发后已无员工值守（2024年12月13日）

2024年年末，有自称集度员工在社交平台上爆料称，公司开启大规模裁员，比例接近40%；网上亦开始流传供应商向集度催款的信息。公司于12月2日发布辟谣公告，称经营状况一切如常，并将采取法律手段追究造谣者法律责任。然而就在辟谣公告发布数日后，12月11日下午，CEO夏一平突然发布内部信并召开全员视频会议，承认公司目前正遇到困难，需要立即调整。公司当晚发布公告称，正积极推进融资，售后维保和新车交付环节仍将正常运行。但多位员工透露，公司所有业务已陷入停滞，多个团队“就地解散”，所有门店暂停营业；员工11月、12月的社保需要自行缴纳，12月开始的薪资无法发放，且公司仅计划保留极少数员工维持基本业务。
不少员工对这一消息表示惊讶，公司数天前才有新员工入职，当天上午还在照常推进工作及向用户交付车辆；他们对社保遭断缴及未获缓冲期便被要求离职感到不满。其后在员工施压，及CEO夏一平与股东方百度、吉利的协调下，百度与吉利在13日晚发布声明，称“既定商业计划无法执行、经营遇到了挑战”，承诺对员工社保及补偿作善后，并维持用户车辆的正常使用和维保。公告发出后，员工11月的社保已获缴纳；用户车辆方面，百度称将继续为智能驾驶和地图导航提供支持服务，而吉利亦承诺，车辆终身质保有效，售后服务将由吉利旗下的领克负责。
极越汽车上市后销量未达预期，2023年12月至2024年11月的完整一年中，其月均销量仅1,171辆；虽近期销量较上市初期有成倍提升，但距离其他销量已上万的头部新能源车企仍有明显差距。由于公司自身营收能力不佳，加上股东百度近年将重心转至人工智能领域及L4级无人驾驶解决方案开发，而不占主导地位的吉利对公司支持较少，故导致公司最后走向崩盘。《财新》从百度内部人士获知，百度等股东计划在2024年为极越投资30亿元人民币，百度在2024年10月曾派驻财务团队至极越作尽职调查，发现其“一堆烂账”，有高达70亿元的财务窟窿，因此决定不再继续投入资金，直接导致公司资金流断裂。但极越高层向《21世纪经济报道》否认这一报道和高层贪腐的传闻，称70亿元为极越前一年向百度提报的2024年预计亏损金额；该媒体同时报道称，当年8月召开的公司董事会上，极越表示“还需要两年、至少100亿元资金投入才能实现盈利”，百度方面没有就是否继续投资作表态。
2025年1月，极越宣布已与全部员工完成签署离职赔偿协议，并向已支付意向金但尚未提车的合资格用户全额退款。

## 车型
极越旗下车型均基于吉利浩瀚架构开发，并在位于浙江省宁波市杭州湾新区的吉利杭州湾智慧工厂生产，与极氪等吉利旗下品牌共用同一条生产线。
- 极越01（2023年至今），中型纯电动跨界SUV
- 极越07（英语：Ji Yue 07）（2024年至今），中型纯电动轿车
- 极越ROBO X（概念车），纯电轿跑

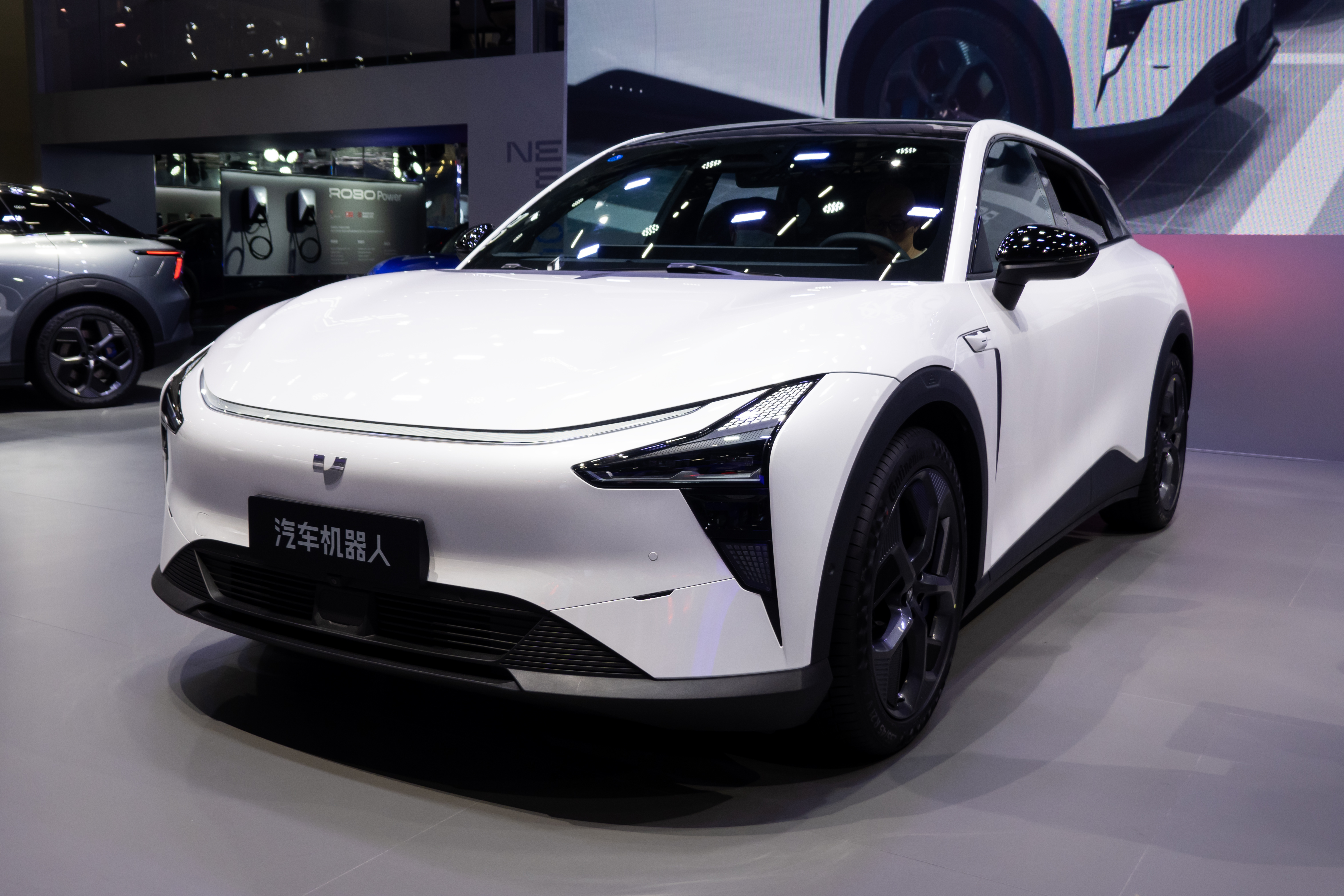
极越01
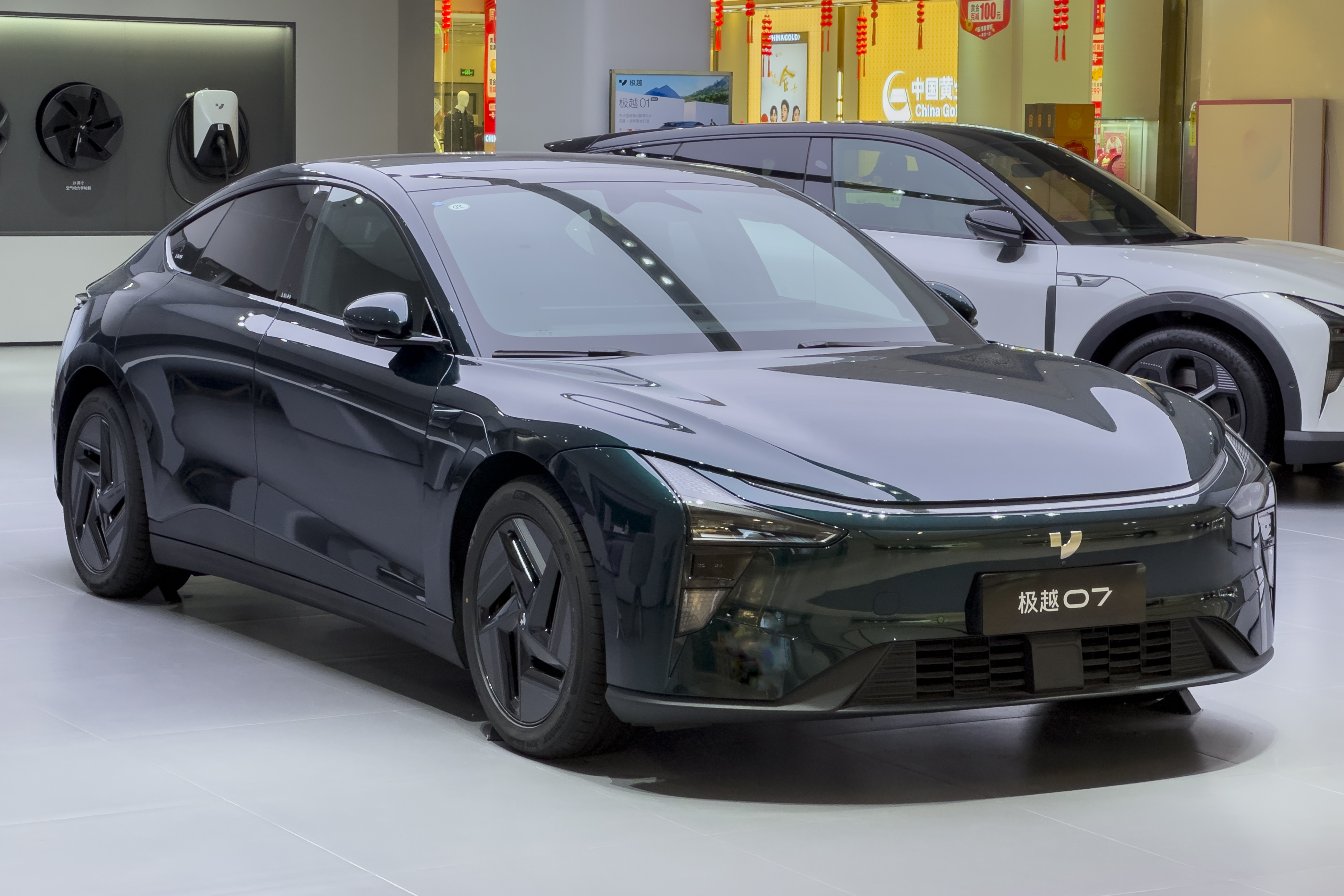
极越07
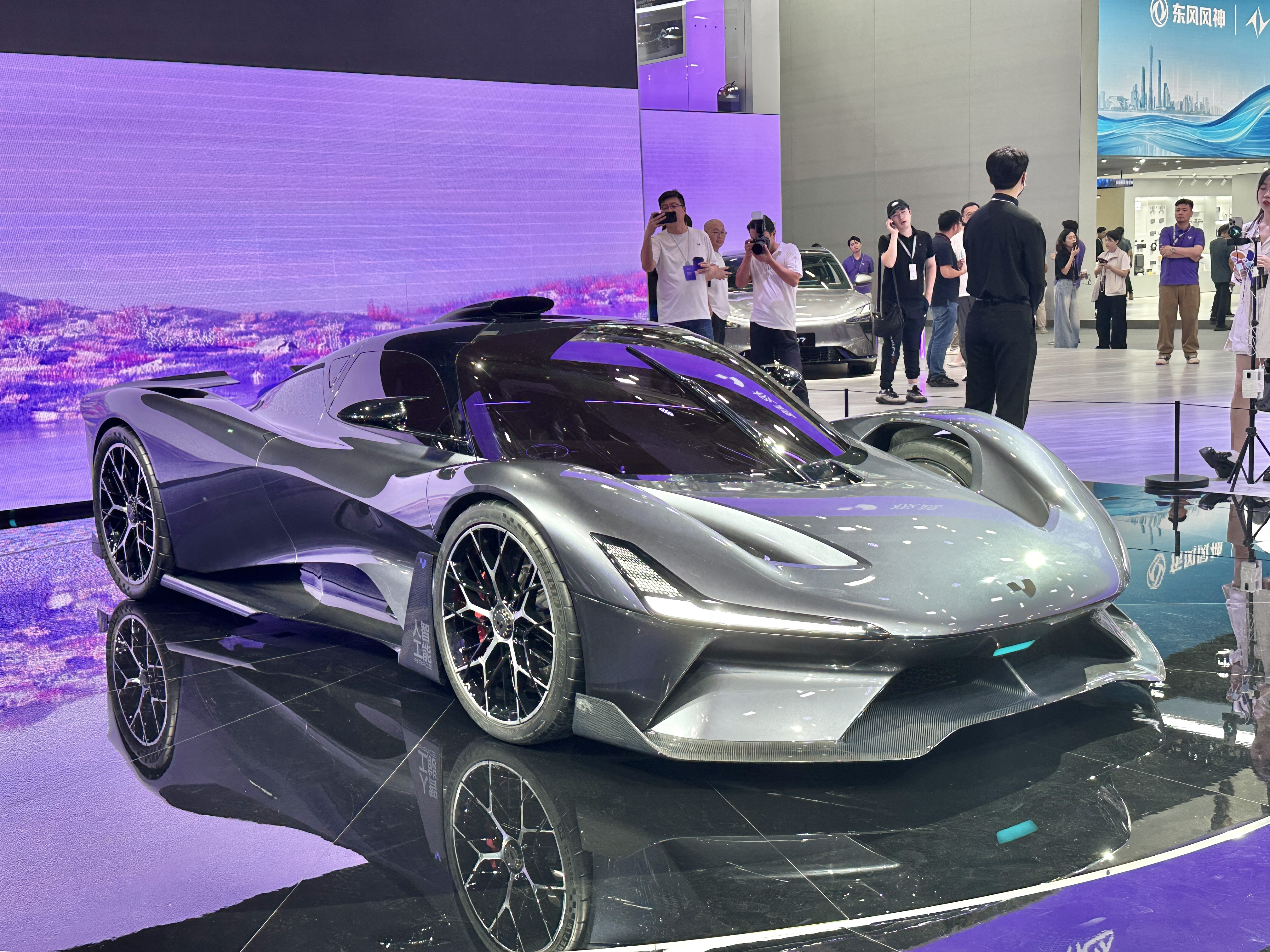
极越ROBO X

## 外部連結
- . （原始内容存档于2024-12-12）.
- 腾讯新闻专题：极越汽车遭遇关键时刻 （页面存档备份，存于）